# Antennarius hispidus
Poisson-grenouille hispide
Espèce
Synonymes
- Chironectes hispidus
(Bloch & Schneider, 1801)
- Lophius hispidus
 Bloch & Schneider, 1801

Antennarius hispidus, communément nommé Poisson-grenouille hispide est une espèce de poissons marins de la famille des Antennaires ou poissons-grenouilles.

## Description
Antennarius hispidus est un poisson de petite taille pouvant atteindre 20 cm de long. Comme tous les membres de cette famille, il possède un corps globuleux, extensible, à la peau couverte de petites épines et flasque. Cette dernière est souvent, mais pas systématiquement, recouverte d'appendices cutanées rappelant des « poils » d'où son nom latin hispidus. Sa bouche de grande dimension est prognathe et lui permet d'engloutir des proies aussi grosses que lui. La coloration du corps est extrêmement variable d'un individu à l'autre car elle s'harmonise aux teintes de l'environnement dans lequel il vit. Il a la capacité de changer de teinte en quelques semaines, en moyenne entre 2 et 5 semaines. Toutefois, les teintes dominantes vont du jaune à l'orange brun en passant par toute une gamme de nuances apparentées. Il est aussi parfois doté de stries foncées plus ou moins parallèles les unes aux autres avec sur la partie antérieure un départ de stries rayonnant à partir de l’œil. La zone ventrale est exclue de stries.
La première épine dorsale, dite illicium, est modifiée et sert de « canne à pêche ». Elle est munie à son extrémité d'un leurre caractéristique de forme ovale, garni d'une multitude de fins filaments constituant une sorte de touffe. Ce leurre est un moyen aisé de dissocier Antennarius hispidus de son proche cousin Antennarius striatus qui présente approximativement des caractéristiques physiques similaires (stries sombres sur le corps, teintes, « poils ») et avec qui, il est souvent confondu. L'illicium est quasiment de la même taille que la seconde épine dorsale. La deuxième épine dorsale est pratiquement droite et est mobile, la troisième est courbée vers l'arrière du corps. Elles sont bien séparées l'une de l'autre ainsi que du reste de la nageoire dorsale. Les nageoires pectorales sont coudées et aident avec les nageoires pelviennes à la locomotion sur le fond ainsi qu'au maintien stable pour la position d'affût.

## Distribution
Antennarius hispidus est présent dans les eaux tropicales et côtières de l'océan Indien et du centre du bassin Indo-Pacifique, il est absent des îles océaniques.

## Habitat
Antennarius hispidus fréquente les zones récifales ou rocheuses avec une préférence pour les zones au substrat vaseux entre la surface et 90 m de profondeur avec une moyenne à 45 m.

## Alimentation
Comme tous les antennaires, Antennarius hispidus est un carnivore vorace qui gobe toutes les proies qui passent à sa portée, principalement des poissons et même des congénères. Ses proies peuvent avoir des tailles proches de la sienne.

## Comportement
Cet antennaire a, comme beaucoup de ses semblables, un mode de vie benthique et solitaire. Ils se rassemblent en période d'accouplement mais ne se tolèrent plus à la suite de l'acte. Le mâle peut tuer ou manger la femelle si elle demeure à sa proximité.